# Concepción Badillo Díaz
Concepción Badillo Díaz   (Jerez de la Frontera, 13 de juliol de 1986), coneguda com Conchi Badillo, és una nedadora espanyola especialista en proves de braça, internacional amb la RFEN des del 2001 i Olímpica a Londres el 2012 (100 braça).

## Trajectòria esportiva

### Començaments
Va aprendre a nedar en uns cursets d'estiu a Chiclana de la Frontera, el 1996 amb 10 anys. Als pocs mesos va entrar a les Escoles del Club Natación Jerez, on va començar a competir al cap de poc.
El 1998, va ser Subcampiona d'Espanya Aleví en 4x100 estils i tercera en 200 metres braça, com a integrant de la Selecció Andalusa en el Campionat d'Espanya per Comunitats.
Anys més tard, va deixar d'entrenar a la seva ciutat per fer-ho al Centre de Tecnificació Esportiva que hi havia a Cadis, sota les ordres de Raúl Bernal.
El 2002, es va proclamar Campiona d'Espanya Junior i va ser classificada per al Campionat d'Europa Junior, en Linz (Àustria), sent semifinalista en les seves dues proves principals, 50 i 100 braça. També va participar en la "World Gimnasiade", en Caen (França) on va guanyar l'única medalla de l'equip espanyol, va ser bronze en 100 metres braça. En 2003 va guanyar la seva primera medalla en campionats d'Espanya de categoria absoluta i des de llavors rares vegades s'ha baixat del podi.
Cull 75 medalles nacionals, 34 d'elles d'or.
En 2004, amb 18 anys va ser semifinalista en 100 braça en el seu primer Campionat d'Europa absolut, celebrat a Madrid.
En 2005 va ser finalista en els seus primers Jocs del Mediterrani celebrats en Almeria (Espanya).

## Èxits
Els seus majors assoliments van arribar a partir de la temporada 2008-2009, quan va batre en 16 ocasions els rècords d'Espanya absoluts de 50 i 100 metres braça. El de 50 braça encara segueix vigent.
En 2009, va ser subcampiona en 50 metres braça i en 4x100 estils als Jocs del Mediterrani de Pescara (Itàlia). També es va classificar per al Campionat del Món de Roma on va quedar en la posició 18a, a centenes de la semifinal.
En acabar la temporada, va marxar a entrenar al C.A.R. de Sant Cugat del Vallès (Barcelona) on va estar un any entrenant amb el grup de la RFEN sota l'adreça de Jose Antonio del Castillo. Aquesta temporada va ser finalista en 50 i 100 braça i 4x50 estils en el Campionat d'Europa Absolut.
En 2010, es va canviar de club i es va anar a entrenar al C.N. Sabadell, on es va topar amb l'entrenador Fred Vergnoux. Després de dos anys entrenant sota la seva adreça, en 2012, amb 26 anys, va complir el somni de classificar-se per participar en els Jocs Olímpics de Londres.
Després de la seva classificació per als Jocs, Conchi va ser 4ª en 50 braça en el Campionat d'Europa de Debrecen (Hongria) en 2012.
Una caiguda en el gimnàs un mes abans de nedar en els JJ.OO, no li van deixar rendir al màxim nivell a Londres. Va sofrir fractura de cap de radi, os gran i escafoides del braç esquerre.
Després d'una dura rehabilitació i la pèrdua de diversos graus de mobilitat en el colze esquerre, va canviar de club en 2013, al CN Mairena, encara que seguia entrenant amb Fred Vergnoux en el CAR de Sant Cugat novament.
En la temporada 2013/2014, 3 centenes li van separar de participar en el Campionat d'Europa.

## Palmarès
75 medalles nacionals, 34 d'or.
16 vegades rècord d'Espanya absolut (50 i 100 braça)
CN Sabadell - Olímpica a Londres 2012 (100 braça)
CN Sabadell - 4ª en 50 braça en el Campionat d'Europa 2012
ADNavial - Subcampiona en 50 braça dels Jocs del Mediterrani de Pesqués 2009
ADNavial - 18ª en el Campionat del Món de Roma 2009.
CN Cadis - Finalista en els Jocs del Mediterrani d'Almeria 2005
CN Cadis - Subcampiona de la Copa Llatina de Mar del Plata (Argentina) 2004
CN Cadis - Semifinalista en el Campionat d'Europa Absolut de Madrid 2004